# Restauratie (Europa)
De Restauratie was een periode in Europa na de ondergang van Napoleon I. Tijdens het Congres van Wenen werden overal in Europa de door Frankrijk geïnstalleerde regeringen vervangen door de "legitieme" regeringen.
In de ogen van de overwinnaars van 1814/1815 – Rusland, Oostenrijk, Pruisen en in mindere mate ook Groot-Brittannië – waren de verjaagde regeringen van vóór 1792 de legitieme, wettige gezagsdragers. In hun ogen waren dit de legitieme regeringen of de daarom te herstellen regeringshoofden:
- Frankrijk – Lodewijk XVIII
- De Republiek der Vereenigde Nederlanden – zoon van de laatste erfstadhouder Willem V
- Spanje – Ferdinand VII
- Portugal – Johan VI uit het huis Bragança
- Napels en Sicilië – huis Bourbon-Beide Siciliën
- Oldenburg – hertog Peter Frederik Willem van Oldenburg
- Hannover – George III van het Verenigd Koninkrijk, koning van Hannover (personele unie met Groot-Brittannië)
- Bremen – de Senaat van de Vrije Hanzestad Bremen
- Hamburg – de Senaat van de Vrije Hanzestad Hamburg
- Lübeck – de Senaat van de Vrije Hanzestad Lübeck
- Italië – de diverse vorsten van vóór 1792 met uitzondering van Parma
- Rome en de Pauselijke staat – de paus
- Hertogdom Nassau – het huis Nassau
- Zwitserse Eedgenootschap – het patriciaat, de adel en de gegoede burgerij.

De door Napoleon geïnstalleerde regeringen in Westfalen, groothertogdom Berg, Würzburg, Polen, Italië en Napels werden verjaagd. De Franse grenzen werden teruggebracht naar waar zij in 1792 waren.
De soevereiniteit van Venetië werd niet meer hersteld. De voormalige Oostenrijkse Nederlanden werden bij het nieuwe Verenigd Koninkrijk der Nederlanden gevoegd.